# Ruske Pole, Teceu
Ruske Pole (în ucraineană Руське Поле) este o comună în raionul Teceu, regiunea Transcarpatia, Ucraina, formată numai din satul de reședință.

## Demografie
Componența lingvistică a comunei Ruske Pole
     Ucraineană (98,6%)
     Rusă (1,1%)
     Alte limbi (0,27%)
Conform recensământului din 2001, majoritatea populației comunei Ruske Pole era vorbitoare de ucraineană (98,6%), existând în minoritate și vorbitori de rusă (1,1%).